# La bocca del lupo (film)
La bocca del lupo è un film documentario del 2010 diretto da Pietro Marcello.
Il titolo è ispirato da quello dell'omonimo romanzo verista di Remigio Zena.

## Trama
Il film racconta la storia di Vincenzo Motta, un uomo originario di Catania, che ha vissuto fin da bambino a Genova ed è stato condannato in tutto a 27 anni di galera in diversi momenti della sua vita, che l'hanno reso duro e irascibile, ma con un cuore sensibile. Una delle ultime e più lunghe pene detentive è stata dal 1986 al 2000. È stato detenuto anni prima anche nel carcere di Pianosa.
Giunto a Genova col padre Pippo, che vendeva accendini, sigarette di contrabbando e altri oggetti di dubbia legalità, Enzo è cresciuto così in un ambiente in cui si campava di espedienti, poiché essendo minorenne rischiava meno per la legge. Durante l'ultima detenzione, all'inizio degli anni '90, in carcere conosce e si innamora di una donna transessuale, Mary Monaco, nata nel 1950 a Roma, con un passato di eroinomane e di prostituta nei caruggi, persona dolce e delicata, che ha poi aspettato per dieci anni che Vincenzo scontasse la pena per ricongiungervisi. Nel frattempo, Mary è andata a trovarlo tutti i mesi in carcere, registrando e mandandosi reciprocamente audiocassette per tenersi in contatto e sognando di andare a vivere in campagna coi loro cani.
Il film annulla la divisione convenzionale tra cinema a soggetto e documentario, anche grazie a un montaggio creativo che accosta momenti documentari, interviste della coppia, lettere e numerosi materiali video d'archivio (professionali e amatoriali) su Genova, il suo porto e la sua storia nel Novecento.

## Produzione
Il documentario è stato realizzato anche col contributo di Genova Liguria Film Commission e il supporto dell'Associazione San Marcellino.

## I protagonisti
Mary Monaco e Vincenzo Motta hanno convissuto dal 2000 al 2010. Dopo l'uscita del documentario, la Monaco è morta il 1° agosto 2010, all'età di 59 anni. Vincenzo è stato aiutato dalle associazioni a trovare una nuova casa. È morto l'11 febbraio 2016.

## Distribuzione
Il film è stato distribuito al cinema il 19 febbraio 2010 dopo l'anteprima sperimentale in streaming trasmessa su MyMovies il 15 febbraio 2010.

## Riconoscimenti
- Torino Film Festival
  - Miglior film
  - Premio Fipresci[5]
- Premio Bif&st 2010
  - Miglior documentario
- Festival Internazionale di Berlino
  - Premio Caligari
  - Teddy Award (Forum)
- David di Donatello 2010
  - Miglior documentario
- Nastri d'argento 2010
  - Miglior documentario
- Bobbio Film Festival 2010
  - Premio migliore regia

## Critica
"Pietro Marcello, che il popolo cinefilo conosceva per Il passaggio della linea, documentario di spiccata personalità girato su e giù per l'Italia dei treni poveri, ha realizzato con La bocca del lupo un fertile e singolare ibrido. Non del tutto documentario né del tutto finzione. Un insieme che ricorre in abbondanza alla risorsa del repertorio storico e al patrimonio dei filmini amatoriali. (...) Pietro Marcello è una scommessa per il nostro cinema rinnovato di domani. E i suoi strumenti (oggi, domani chissà) non sono quelli della narrazione lineare, della trama descrittiva e tantomeno della spiegazione, ma quelli di un impasto visivo-sonoro evocativo, dell'atmosfera suggeritrice e della suggestione allusiva. La sua cifra è austeramente aristocratica, poetica e fieramente minoritaria: nel produrre una sorta di elitarismo popolare (se si può dire) attinge a Pasolini e De André ma del tutto a modo suo. I suoi Enzo e Mary sono due naufraghi. Reietti ma anche angeli. Il raffinato populismo del film lezione viscontiana, forse, comunque prezioso per asciuttezza e assenza di sbavature retoriche è nell'indicare nella loro ruvida tenerezza, nella loro elementare pulizia, il riscatto da un panorama di macerie."
(Paolo D'Agostini, la Repubblica, 15 febbraio 2010)
"Marcello si era già rivelato con il primo film, Il passaggio della linea: un documentario molto sui generis dedicato alle ferrovie secondarie. Qui mescola inchiesta e fìction alternando la storia dei protagonisti con incredibili filmati d'epoca scovati negli archivi di tutti i film-makers amatoriali di Genova. Ne viene fuori un «oggetto» che può ricordare la Elegia di Sokurov, o i film di montaggio del grande armeno Artavazd Pelešjan. Roba per palati fini, ai quali La bocca del lupo, (...) è altamente consigliato."
(Alberto Crespi, l'Unità, 16 febbraio 2010)